# Коло српских сестара у Неготину
Коло српских сестара у Неготину је женско културно-просветно, патриотско, ванстраначко, добротворно и хуманитарно удружење основано 1904. године.

## Историја

### Оснивање
Коло српских сестара у Неготину основано је 4. јануара 1904. године, само годину дана по оснивању Кола српских сестара у Београду.
За прву председницу Кола, које је окупило најугледније грађанке Неготина с почетка 20. века, изабрана је Цаја Урошевић, која је друштво водила све до 1929. Након ње председница Кола српских сестара у Неготину била је Христина Јоновић, која је ту функцију обављала све до 1942−1943. године.
Друштву су комунистичке власти ФНРЈ забраниле рад, а 1948. одузета им је имовина.

### Делатност
Од свог оснивања Коло српских сестара је сарађивало са главним одбором и осталим одборима у Србији, као и са сродним удружењима, а посебно са Српског православном црквом, одазивајући се на све апеле и учествујући у свим акцијама помоћи.
Током Балканских, Првог и Другог светског рата чланице ове милосрдне организације биле су ангажоване на пружању материјалне и сваке друге помоћи болеснима, немоћнима, инвалидима, рањенима, ратној сирочади и свима којима је помоћ била потребна.
Друштво учествује и у изградњи цркве у селу Дупљану 1931. године, у изградњи храма Светог Саве на Врачару, изградњи неготинске болнице 1929. године.

### Градња Дома кола српских сестара
Од 1928. до 1932. године Коло српских сестара гради свој Дом на уступљеном земљишту старе Богородичине цркве у Неготину, Цркве рождества пресвете Богородице, познате и као Хајдук Вељкова црква. На површини од 10 ари уз помоћ угледних Неготинаца, трговаца, занатлија. Изградњу дома помогла је и краљица Марија Карађорђевић.
Друштво је уживало и велику подршку и помоћ од тадашњег председника општине Боре Лазаревића. У новоизграђеном Дому Коло оснива и своје обданиште.
У просторијама Дома развијана је свестрана активност жена од домађичких течајева до бриге за сиромашне ученике и децу.

## Обнова рада Друштва
Почетком 1995. године на иницијативу неготинских свештеника Ранка Јовића и Петра Стојиљковића, као и Александре Цане Петровић, садашње председнице Друштва.
Оснивачка скупштина Кола српских сестара Епархије тимочке одржана је те исте године, на Благовести у саборном храму Свете Тројице у Неготину. За првог председника обновљеног Кола изабрана је Јованка Здравковић, лекар специјалиста за плућне болести, а за секретара Бранка Булатовић, дипломирани правник.
У првим годинама обновљеног рада са црквеним општинама Неготин, Самариновац, Кобишница, Видровац, Србово, Мокрање прикупљају храну, одећу и обућу, средства за хигијену и новац, обезбеђују лекове, помажу прогнанике са разних подручја смештених на територији општине Неготин, а од 1999. и прогнанике са Косова и Метохије.
Коло српских сестара организује и бројне акције, од стипендирања деце, преко помоћи болеснима. Дарују мајке које су у току године на свет донеле треће и свако наредно дете, за Божић посећују породилиште и дарују новорођенчад.

### Обнова Дома
Коло српских сестара 2015. захваљујући Неготинки, Гордани Поповић, првој жени предавачу на Електротехничком факултету у Бечу, изасланику аустријске владе у Европском савету за науку у Бриселу, али и Скупштини општине Неготин комплетно реновира кров на Дому, који им је у међувремену враћен одлуком суда.
Зграда Дома у улици Радета Недељковића број 1 у Неготину а 2018. године реновира и зграду Дома. Реновирање Дома у највећој мери помогла је Организација „Наши Срби” из Чикага.
Обновљени дом је 22. јуна 2018. освештао Епископ тимочки Иларион.